# Щёлковский район
Щёлковский райо́н — упразднённая административно-территориальная единица (район) в Московской области РСФСР и современной России (1929—1959, 1960—1963, 1965—2019) и одноимённое бывшее муниципальное образование (муниципальный район, 2006—2019).
Административным центром был город Щёлково, который с 1954 до 2001 гг. как город областного подчинения не входил в район.
5 июня 2018 года городское поселение Свердловский и сельское поселение Анискинское были выведены из состава Щёлковского муниципального района и объединены с соседним городским округом Лосино-Петровский, а 9 января 2019 года Щёлковский муниципальный район  был упразднён, а входившие в него оставшиеся городские и сельские поселения были объединены в единое муниципальное образование городской округ Щёлково.
9 апреля 2019 года вместо Щёлковского района как административно-территориальной единицы области была образована новая административно-территориальная единица — город областного подчинения Щёлково с административной территорией.

## География
Район располагался на северо-востоке Московской области, в 5 км от границ г. Москвы. Район находился в переходной зоне между Клинско-Дмитровской грядой (являющейся частью Смоленско-Московской возвышенности) и Мещерской низменностью.
Граничил на западе с городскими округами Королёв, Ивантеевка и Пушкинским районом, на юге — с Балашихинским районом (ГО Балашиха), на востоке — с Ногинским районом (Богородским ГО), городскими округами Черноголовка, Лосино-Петровский, Звёздный городок, на севере — с городским округом Красноармейск, а также с Владимирской областью (Александровский и Киржачский районы). Район со всех сторон окружал территорию городского округа Фрязино.
Общая площадь района — 621,49 км², в том числе г. Щёлково — 34,69 км².

### ООПТ
На территории бывшего района расположено несколько особо охраняемых природных территорий регионального значения:
1. Государственный природный заказник «Муравей»,
2. Государственный природный заказник «Болото Гумениха»,
3. Государственный природный заказник «Болото Сетка».
4. Государственный природный заказник «Кварталы 4, 5, 6 и 21 Фряновского лесничества» («Флора»).

## История
На посаде древнерусской Шерны (Могутовский археологический комплекс) у деревни Могутово на реке Ширенке открыт комплекс вислых свинцовых печатей, принадлежавших новгородским князьям Мстиславу Владимировичу, Всеволоду Мстиславичу, Святославу Ольговичу и Святославу Ростиславичу.
Щёлковский район был образован 12 июля 1929 года в составе Московского округа Московской области. В район вошли город Щёлково, рабочие посёлки Лосино-Петровский, Свердловский и Фряново, а также следующие сельсоветы бывшей Московской губернии:
- из Богородского уезда:
  - из Аксёновской волости: Аксёновский (при этом к нему был присоединён Головинский с/с), Афанасьевский (при этом к нему был присоединён Бобровский с/с), Беседовский (селение Беседы) (при этом к нему был присоединён Стояновский (селение Стояново) с/с), Гаврилковский (при этом к нему был присоединён Мавринский с/с), Глазуновский, Ереминский, Малопетрищевский (при этом он присоединён к Огудневскому с/с), Старопареевский
  - из Ивановской волости: Алексеевский, Боковский, Здеховский, Ивановский (селение Ивановское), Каблуковский, Мишневский, Огудневский (к нему был присоединён Малопетрищевский с/с Аксёновской волости), Петровский
- из Московского уезда:
  - из Разинской волости: Оболдинский
  - из Щёлковской волости: Амеревский, Анискинский, Богословский, Городищенский (селение Городище) (к нему был присоединён Митянинский с/с (селения Митянино и Савинки)), Жегаловский, Жеребцовский, Корпусовский, Мальцевский, Медвежье-Озерский, Мизиновский, Набережновский, Никифоровский, Новинковский, Новоселковский, Новский, Осеевский, Потаповский, Старослободский, Трубинский, Улиткинский, Фрязинский, Хотовский, Щёлковский
- из Шараповской волости Сергиевского уезда: Булаковский, Новленский.

С 12 июля 1929 по 20 апреля 1935 года селения в составе сельсоветов: Беседы, Старки и Стояново (Беседовский сельсовет).
20 мая 1930 года Новоселковский с/с был передан в Пушкинский район, Ивановский (селение Ивановское) с/с — в Ногинский район, Булаковский и Новленский с/с — в Загорский район.
7 января 1934 года были образованы Душоновский и Кармолинский с/с.
20 апреля 1935 года из Щёлковского района в Ногинский был передан Беседовский (селения Беседы, Старки и Стояново) с/с. 27 октября из Загорского района в Щёлковский были возвращены Булаковский и Новленский с/с.
28 февраля 1936 года из Царёвского с/с Пушкинского района в Богословский с/с Щёлковского района было передано селение Хотилово.
10 июля 1938 года был образован р. п. Фрязино (при этом упразднён Фрязинский с/с), а 3 ноября — дачный посёлок Загорянский.
17 июля 1939 года были упразднены Боковский, Жеребцовский, Здеховский, Набережновский и Старослободский с/с. Тогда же был упразднён Оболдинский с/с.
9 мая 1940 года из Лукьянцевского с/с Пушкинского района в Петровский с/с Щёлковского района было передано селение Ряплово.
14 ноября 1940 года был упразднён Кармолинский с/с.
6 июня 1941 года был упразднён Городищенский (селение Городище передано в подчинение рабочему посёлку Свердловский, селение Митянино — в Осеевский с/с, а селение Савинки — в Корпусовский с/с) с/с.
2 июля 1945 года был образован р. п. Монино. При этом упразднён Новинковский с/с.
В 1951 года был образован рабочий посёлок Чкаловский.
12 июля 1951 года был принят Указ Президиума Верховного Совета РСФСР № 751/9, на основании которого рабочий посёлок Лосино-Петровский получил статус города районного подчинения.
25 октября 1951 года был принят Указ Президиума Верховного Совета РСФСР, на основании которого рабочий посёлок Фрязино Щёлковского района Московской области получил статус города районного подчинения.
12 августа 1954 года Указом Президиума Верховного совета РСФСР город Щёлково отнесён к категории городов областного подчинения. 14 июня были упразднены Аксёновский, Алексеевский, Афанасьевский, Гаврилковский, Глазуновский, Душоновский, Ереминский, Корпусовский (территория передана в Осеевский с/с), Мизиновский, Новленский, Петровский, Потаповский, Старопареевский, Улиткинский, Хотовский и Щёлковский с/с. Образованы Головинский и Рязанцевский с/с.
22 июля 1958 года был упразднён Богословский (территория передана в Новский с/с) с/с.
3 июня 1959 года Щёлковский район был упразднён, а его территория передана в Балашихинский район.
28 июля 1960 года Балашихинский район переименован в Щёлковский, центром района утверждён город Щёлково. В его состав вошли города Железнодорожный, Лосино-Петровский и Фрязино; р. п. Кучино, Саввино, Свердловский и Фряново; д. п. Загорянский и Купавна; с/с Анискинский, Воря-Богородский, Головинский, Гребневский, Жегаловский, Мальцевский, Медвежье-Озерский, Новомилетский, Осеевский, Рязанцевский, Старопареевский, Трубинский и Черновский. 30 сентября город Железнодорожный получил статус города областного подчинения и был выведен из состава района (10 декабря к нему был присоединён р. п. Саввино).
1 февраля 1963 года Щёлковский район вновь был упразднён, его сельские советы вошли в Мытищинский укрупнённый сельский район, но уже 11 января 1965 года восстановлен. При этом в него вошли города Лосино-Петровский и Фрязино; р. п. Монино, Свердловский и Фряново; д. п. Загорянский; с/с Анискинский, Головинский, Гребневский, Жегаловский, Мальцевский, Медвежье-Озёрский, Огудневский, Осеевский, Рязанцевский, Старопареевский и Трубинский.
Решением Мособлисполкома от 29 декабря 1967 года и Указом Президиума Верховного совета РСФСР от 17 апреля 1968 года город Фрязино получил статус города областного подчинения и был выведен из состава района.
3 февраля 1994 года сельсоветы были преобразованы в сельские округа.
11 июля 1996 года город Лосино-Петровский получил статус города областного подчинения и был выведен из состава района.
1 февраля 2001 года Законом Московской области от 17 января 2001 года № 12/2001-ОЗ города Щёлково и Лосино-Петровский утратили статус города областного подчинения и включены в состав Щёлковского района.
13 сентября 2004 года деревня Чижово Гребневского сельского округа включена в состав территории города Фрязино Московской области.
В ходе проведения муниципальной реформы 28 февраля 2005 года был получен статус муниципального района.
5 апреля 2009 года город районного подчинения Лосино-Петровский Щёлковского района Московской области преобразован в административно-территориальную единицу Московской области — город областного подчинения Лосино-Петровский Московской области и вновь выведен из состава района.
5 июня 2018 года все 17 населённых пунктов городского поселения Свердловский и сельского поселения Анискинское были выведены из состава Щёлковского муниципального района и объединены с соседним городским округом Лосино-Петровский.
Главой района и руководителем администрации до 2019 года был Валов Алексей Васильевич.
9 января 2019 года все оставшиеся городские и сельские поселения Щёлковского муниципального района были объединены в новое единое муниципальное образование городской округ Щёлково.
9 апреля 2019 года вместо Щёлковского района как административно-территориальной единицы области была образована новая административно-территориальная единица — город областного подчинения Щёлково с административной территорией.

## Население
| 1931     | 1939     | 1970     | 1979     | 1989     | 2002     | 2006     |
| -------- | -------- | -------- | -------- | -------- | -------- | -------- |
| 58 025   | ↗111 087 | ↘96 969  | ↗98 473  | ↗101 216 | ↗211 560 | ↘190 159 |
| 2009     | 2010     | 2011     | 2012     | 2013     | 2014     | 2015     |
| ↗210 764 | ↘193 629 | ↘192 444 | →192 444 | ↗193 190 | ↗196 206 | ↗198 593 |
| 2016     | 2017     | 2018     | 2019     |          |          |          |
| ↗204 449 | ↗209 496 | ↗210 842 | ↘210 725 |          |          |          |

Плотность населения на 2013 год — 274,1 чел./км².

## Территориальное устройство
С 2001 до 2006 гг. Щёлковский район включал 2 города районного подчинения (Щёлково, Лосино-Петровский), 4 посёлка городского типа (Загорянский, Монино, Свердловский, Фряново) и 11 сельских округов (до 1994 года — сельсоветов): Анискинский, Головинский, Гребневский, Жегаловский, Мальцевский, Медвежье-Озёрский, Огудневский, Осеевский, Рязанцевский, Старопареевский, Трубинский.
Щёлково с 1954 до 2001 гг. имел статус города областного подчинения и не входил в район. Лосино-Петровский с 1996 до 2001 гг. и снова с 2009 г., а также Фрязино c 1968 г. как города областного подчинения не входили в район до его упразднения.
На территории Щёлковского административного района с 1 января 2006 до 9 января 2019 гг. был расположен Щёлковский муниципальный район. Территорией муниципального района был полностью окружён городской округ Фрязино. До муниципальной реформы в состав Щёлковского района входил также город Лосино-Петровский. К 2006 году было сформировано муниципальное образование городской округ Лосино-Петровский, не вошедшее в состав Щёлковского муниципального района. В 2009 году Лосино-Петровский получил статус города областного подчинения. Звёздный городок получил статус городского округа и был выведен из состава Щёлковского муниципального района в 2009 году.
5 июня 2018 года городское поселение Свердловский и сельское поселение Анискинское Щёлковского муниципального района были выведены из состава муниципального района и объединены с городским округом Лосино-Петровский.
Законом Московской области № 258/2018-ОЗ от 28 декабря 2018 года, с 9 января 2019 года все городские и сельские поселения Щёлковского муниципального района были упразднены и объединены в новое единое муниципальное образование городской округ Щёлково.
В Щёлковский муниципальный район с 1 января 2006 года до 5 июня 2018 года входило 10 муниципальных образований — 5 городских и 5 сельских поселений, с 5 июня 2018 года до 9 января 2019 года — 4 городских и 4 сельских поселения:
| №        | Муниципальное образование       | Административный центр       | Количество населённых пунктов | Население | Площадь, км2 |
| -------- | ------------------------------- | ---------------------------- | ----------------------------- | --------- | ------------ |
| 1e-06    | Городские поселения:            |                              |                               |           |              |
| 1        | Загорянский (до 9.1.2019)       | рабочий посёлок Загорянский  | 3                             | ↘9113     | 17,51        |
| 2        | Монино (до 9.1.2019)            | рабочий посёлок Монино       | 2                             | ↘20 858   | 21,27        |
| 3        | Свердловский (до 5.6.2018)      | рабочий посёлок Свердловский | 6                             | ↗12 155   | 29,78        |
| 4        | Фряново (до 9.1.2019)           | рабочий посёлок Фряново      | 25                            | ↘12 401   | 159,31       |
| 5        | Щёлково (до 9.1.2019)           | город Щёлково                | 8                             | ↘127 161  | 87,41        |
| 5.000002 | Сельские поселения:             |                              |                               |           |              |
| 6        | Анискинское (до 5.6.2018)       | посёлок Биокомбината         | 11                            | ↗9208     | 52,33        |
| 7        | Гребневское (до 9.1.2019)       | деревня Гребнево             | 10                            | ↗3325     | 73,63        |
| 8        | Медвежье-Озёрское (до 9.1.2019) | деревня Медвежьи Озёра       | 10                            | ↗7513     | 42,00        |
| 9        | Огудневское (до 9.1.2019)       | деревня Огуднево             | 13                            | ↘3555     | 175,67       |
| 10       | Трубинское (до 9.1.2019)        | село Трубино                 | 9                             | →4355     | 44,69        |

### Населённые пункты
В районе с 2006 до 2018 года располагались 97 населённых пунктов, в том числе 5 городских (1 город, 4 посёлка городского типа) и 92 сельских населённых пункта (из них 11 посёлков, 5 сёл и 76 деревень):
| №  | Населённый пункт                 | Тип             | Население | Муниципальное образование            |
| -- | -------------------------------- | --------------- | --------- | ------------------------------------ |
| 1  | Аксёново                         | деревня         | ↗161      | городское поселение Фряново          |
| 2  | Аксиньино                        | деревня         | ↘111      | сельское поселение Огудневское       |
| 3  | Алмазово                         | деревня         | ↗89       | сельское поселение Медвежье-Озёрское |
| 4  | Анискино                         | село            | ↗836      | сельское поселение Анискинское       |
| 5  | Аничково                         | посёлок         |           | сельское поселение Анискинское       |
| 6  | Афанасово                        | деревня         | ↗13       | городское поселение Фряново          |
| 7  | Байбаки                          | деревня         | ↘72       | городское поселение Щёлково          |
| 8  | Бартеньки                        | деревня         | ↘6        | городское поселение Фряново          |
| 9  | Биокомбината                     | посёлок         | ↘4085     | сельское поселение Анискинское       |
| 10 | Бобры                            | деревня         | ↘1        | городское поселение Фряново          |
| 11 | Богослово                        | деревня         | ↘614      | сельское поселение Гребневское       |
| 12 | Большие Жеребцы                  | деревня         | ↘50       | сельское поселение Медвежье-Озёрское |
| 13 | Большие Петрищи                  | деревня         | ↘31       | городское поселение Фряново          |
| 14 | Борисовка                        | деревня         | ↘10       | сельское поселение Трубинское        |
| 15 | Булаково                         | деревня         | ↘158      | городское поселение Фряново          |
| 16 | Васильевское                     | деревня         | ↘61       | городское поселение Щёлково          |
| 17 | Воря-Богородское                 | деревня         | ↘121      | сельское поселение Огудневское       |
| 18 | Вторая Алексеевка                | деревня         | ↘19       | сельское поселение Огудневское       |
| 19 | Глазуны                          | деревня         | ↗17       | городское поселение Фряново          |
| 20 | Головино                         | деревня         | ↗224      | городское поселение Фряново          |
| 21 | Горбуны                          | деревня         | ↗49       | городское поселение Фряново          |
| 22 | Гребнево                         | деревня         | ↗1484     | сельское поселение Гребневское       |
| 23 | Долгое Лёдово                    | деревня         | ↘839      | сельское поселение Медвежье-Озёрское |
| 24 | Дуброво                          | деревня         | ↗37       | городское поселение Фряново          |
| 25 | Душоново                         | село            | ↗223      | сельское поселение Огудневское       |
| 26 | Ерёмино                          | деревня         | →164      | городское поселение Фряново          |
| 27 | Ескино                           | деревня         | ↘39       | городское поселение Фряново          |
| 28 | Загорянский                      | рабочий посёлок | ↘10 284   | городское поселение Загорянский      |
| 29 | Здехово                          | деревня         | ↘62       | сельское поселение Трубинское        |
| 30 | Каблуково                        | деревня         | ↗135      | сельское поселение Огудневское       |
| 31 | Камшиловка                       | деревня         | ↘5        | сельское поселение Гребневское       |
| 32 | Кармолино                        | деревня         | ↗38       | сельское поселение Анискинское       |
| 33 | Кишкино                          | деревня         | ↗11       | сельское поселение Медвежье-Озёрское |
| 34 | Клюквенный                       | посёлок         | ↗555      | сельское поселение Огудневское       |
| 35 | Козино                           | деревня         | ↗14       | городское поселение Фряново          |
| 36 | Коняево                          | деревня         | ↗3        | городское поселение Фряново          |
| 37 | Корпуса                          | деревня         | ↗1130     | городское поселение Свердловский     |
| 38 | Корякино                         | деревня         | ↗26       | сельское поселение Гребневское       |
| 39 | Костыши                          | деревня         | ↘88       | городское поселение Фряново          |
| 40 | Костюнино                        | деревня         | ↗7        | сельское поселение Гребневское       |
| 41 | Краснознаменский                 | посёлок         | ↘1477     | городское поселение Щёлково          |
| 42 | Лёдово                           | деревня         | ↗77       | городское поселение Щёлково          |
| 43 | Леониха                          | деревня         | ↗246      | сельское поселение Анискинское       |
| 44 | Лесные Поляны                    | посёлок         | →226      | городское поселение Монино           |
| 45 | Литвиново                        | посёлок         | ↗3256     | сельское поселение Трубинское        |
| 46 | Маврино                          | деревня         | ↗15       | городское поселение Фряново          |
| 47 | Малые Жеребцы                    | деревня         | →24       | сельское поселение Огудневское       |
| 48 | Малые Петрищи                    | деревня         | ↘81       | сельское поселение Огудневское       |
| 49 | Машино                           | деревня         | ↘4        | городское поселение Фряново          |
| 50 | Медвежьи Озёра                   | деревня         | ↗5425     | сельское поселение Медвежье-Озёрское |
| 51 | Медное-Власово                   | посёлок         | ↘436      | сельское поселение Анискинское       |
| 52 | Мизиново                         | деревня         | ↗1220     | сельское поселение Анискинское       |
| 53 | Митянино                         | деревня         | ↗53       | городское поселение Свердловский     |
| 54 | Мишнево                          | деревня         | ↘217      | сельское поселение Трубинское        |
| 55 | Могутово                         | деревня         | ↘10       | городское поселение Фряново          |
| 56 | Монино                           | рабочий посёлок | ↗20 485   | городское поселение Монино           |
| 57 | Моносеево                        | деревня         | ↘41       | сельское поселение Медвежье-Озёрское |
| 58 | Мосальское                       | деревня         | ↗12       | городское поселение Фряново          |
| 59 | Набережная                       | деревня         | ↘314      | городское поселение Щёлково          |
| 60 | Назимиха                         | деревня         | ↘127      | сельское поселение Трубинское        |
| 61 | Никифорово                       | деревня         | ↗137      | сельское поселение Медвежье-Озёрское |
| 62 | Новая Слобода                    | деревня         | ↗118      | сельское поселение Гребневское       |
| 63 | Ново                             | деревня         | ↗267      | сельское поселение Гребневское       |
| 64 | Новопареево                      | деревня         | ↗88       | городское поселение Фряново          |
| 65 | Новофрязино                      | деревня         | ↘280      | сельское поселение Гребневское       |
| 66 | Новый Городок                    | посёлок         | ↗5594     | сельское поселение Медвежье-Озёрское |
| 67 | Оболдино                         | деревня         | ↘321      | городское поселение Загорянский      |
| 68 | Образцово                        | посёлок         | ↘88       | городское поселение Щёлково          |
| 69 | Огуднево                         | деревня         | ↘1155     | сельское поселение Огудневское       |
| 70 | Орловка                          | деревня         | ↗66       | городское поселение Свердловский     |
| 71 | Орлово                           | деревня         | ↗60       | сельское поселение Трубинское        |
| 72 | Осеево                           | деревня         | ↗341      | городское поселение Свердловский     |
| 73 | Первая Алексеевка                | деревня         | ↘55       | сельское поселение Огудневское       |
| 74 | Петровское                       | село            | ↗865      | сельское поселение Огудневское       |
| 75 | Посёлок Огудневского лесничества | посёлок         | ↘27       | сельское поселение Огудневское       |
| 76 | Протасово                        | деревня         | ↘190      | сельское поселение Огудневское       |
| 77 | Райки                            | деревня         | ↘84       | сельское поселение Анискинское       |
| 78 | Рязанцы                          | село            | ↘57       | городское поселение Фряново          |
| 79 | Сабурово                         | деревня         | ↗59       | сельское поселение Гребневское       |
| 80 | Савинки                          | деревня         | ↗66       | городское поселение Свердловский     |
| 81 | Свердловский                     | рабочий посёлок | ↗26 332   | городское поселение Свердловский     |
| 82 | Серково                          | деревня         | ↗263      | городское поселение Щёлково          |
| 83 | Соколово                         | деревня         | ↗307      | сельское поселение Медвежье-Озёрское |
| 84 | Старая Слобода                   | деревня         | ↗158      | сельское поселение Гребневское       |
| 85 | Старопареево                     | деревня         | ↘127      | городское поселение Фряново          |
| 86 | Степаньково                      | деревня         | ↘3        | городское поселение Фряново          |
| 87 | Сукманиха                        | деревня         | ↘201      | сельское поселение Трубинское        |
| 88 | Супонево                         | деревня         | ↘146      | городское поселение Загорянский      |
| 89 | Сутоки                           | деревня         | ↘56       | сельское поселение Трубинское        |
| 90 | Топорково                        | деревня         | ↘63       | сельское поселение Анискинское       |
| 91 | Трубино                          | село            | ↘979      | сельское поселение Трубинское        |
| 92 | Улиткино                         | деревня         | ↘213      | сельское поселение Анискинское       |
| 93 | Фряново                          | рабочий посёлок | ↘12 437   | городское поселение Фряново          |
| 94 | Хлепетово                        | деревня         | ↗88       | городское поселение Фряново          |
| 95 | Шевёлкино                        | деревня         | ↗95       | сельское поселение Медвежье-Озёрское |
| 96 | Щёлково                          | город           | ↗135 918  | городское поселение Щёлково          |
| 97 | Юность                           | посёлок         | ↗1351     | сельское поселение Анискинское       |

После передачи всех 17 населённых пунктов бывших городского поселения Свердловский и сельского поселения Анискинское в пользу городского округа Лосино-Петровский, с 5 июня 2018 года до 9 января 2019 года в Щёлковский муниципальный район входило 80 населённых пунктов.

## Общая карта
Легенда карты:
|  | Более 100 000 жителей |
|  | 10 000—20 000 жителей |
|  | 2000—10 000 жителей   |
|  | 1000—2000 жителей     |
|  | 500—1000 жителей      |

## Символика

### ГербЩёлковского района
Утверждён 18 июля 1975 года решением № 15/1339 Исполкома Щёлковского городского Совета городских депутатов. Форма герба — традиционный геральдический щит.
Основой идейного замысла герба «От челнока до космического корабля» является композиция из челнока и нити. Композиционным центром герба является стилизованный ткацкий челнок с нитью, символизирующий старт космического корабля и развитую текстильную промышленность, началом которой было ткацкое производство в бывшем Богородском уезде Московской губернии. В верхней части герба лазоревая (синяя) корона с золотой волнистой линией означает, что город Щёлково расположен на реке Клязьме. Золотой цвет — символ высшей ценности, величия, прочности, силы, расцвета. Лазоревый (синий) цвет — символ чести, славы, преданности, истины, добродетели и духовности. Червлёный (красный) — символ жизнеутверждающей силы, мужества, великодушия и красоты. Белый цвет — символ мира, совершенства, чистоты, правды и благородства. Герб языком аллегорий и геральдических символов лаконично отражает историю района.
Автор и художник герба В. Пальчиков.

### ФлагЩёлковского района
Прямоугольное полотнище с отношением ширины к длине 2:3 сине-красного цвета с двухсторонним изображением основного элемента герба белого цвета на линии соединения синего и красного цветов по середине ширины полотнища. Габаритная ширина изображения основного элемента герба на флаге должна составлять 1/3 часть ширины полотнища флага. Синяя часть полотнища расположена к древку и составляет 1/3 часть общей длины полотнища флага.
Флаг Щёлковского района разработан на основании герба Щёлковского района и города Щёлково. Автор флага — художник В. Пальчиков (г. Щёлково)

## Экономика

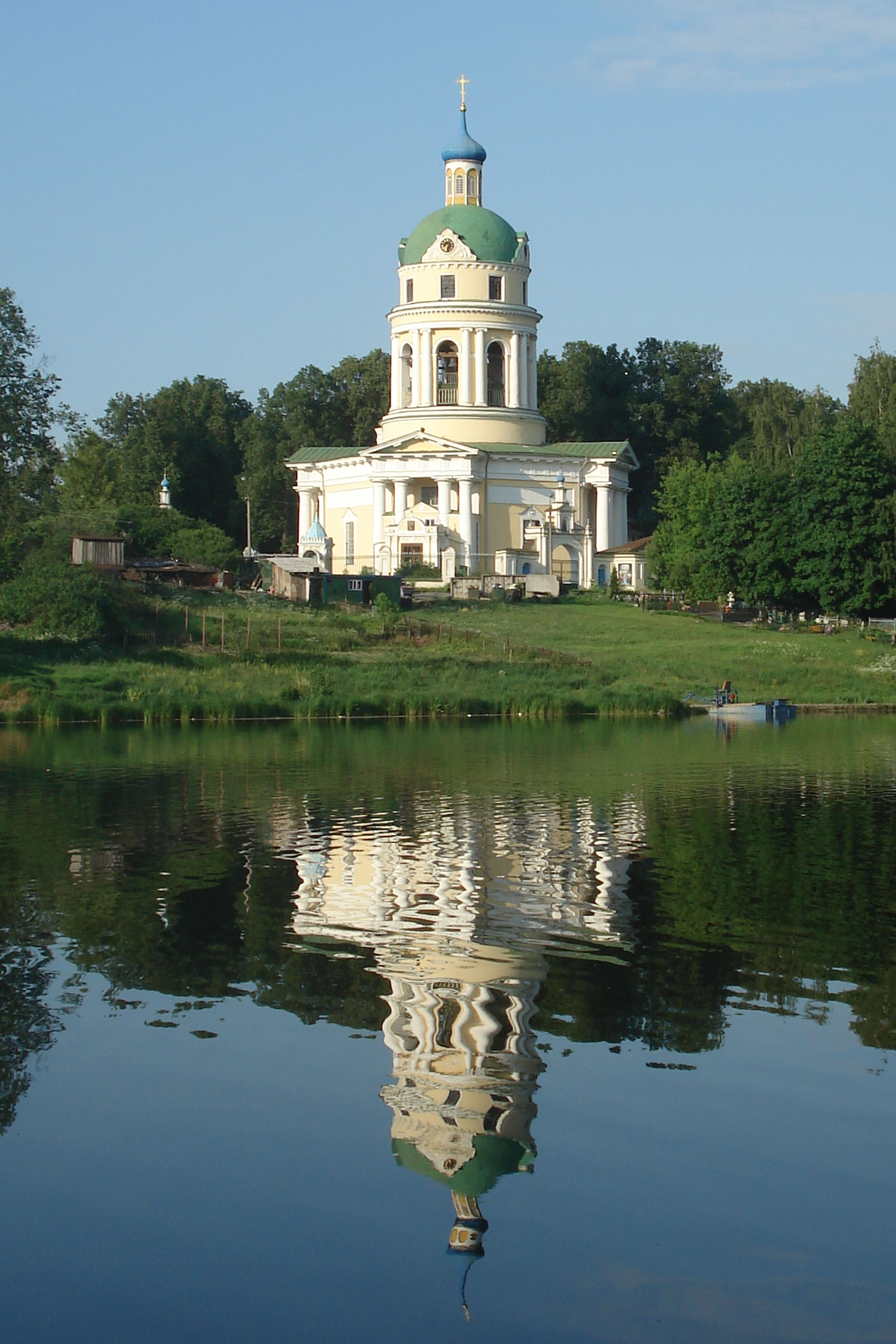
Церковь Николая Чудотворца (усадьба Гребнево) на берегу одного из образованных Любосеевкой Барских прудов

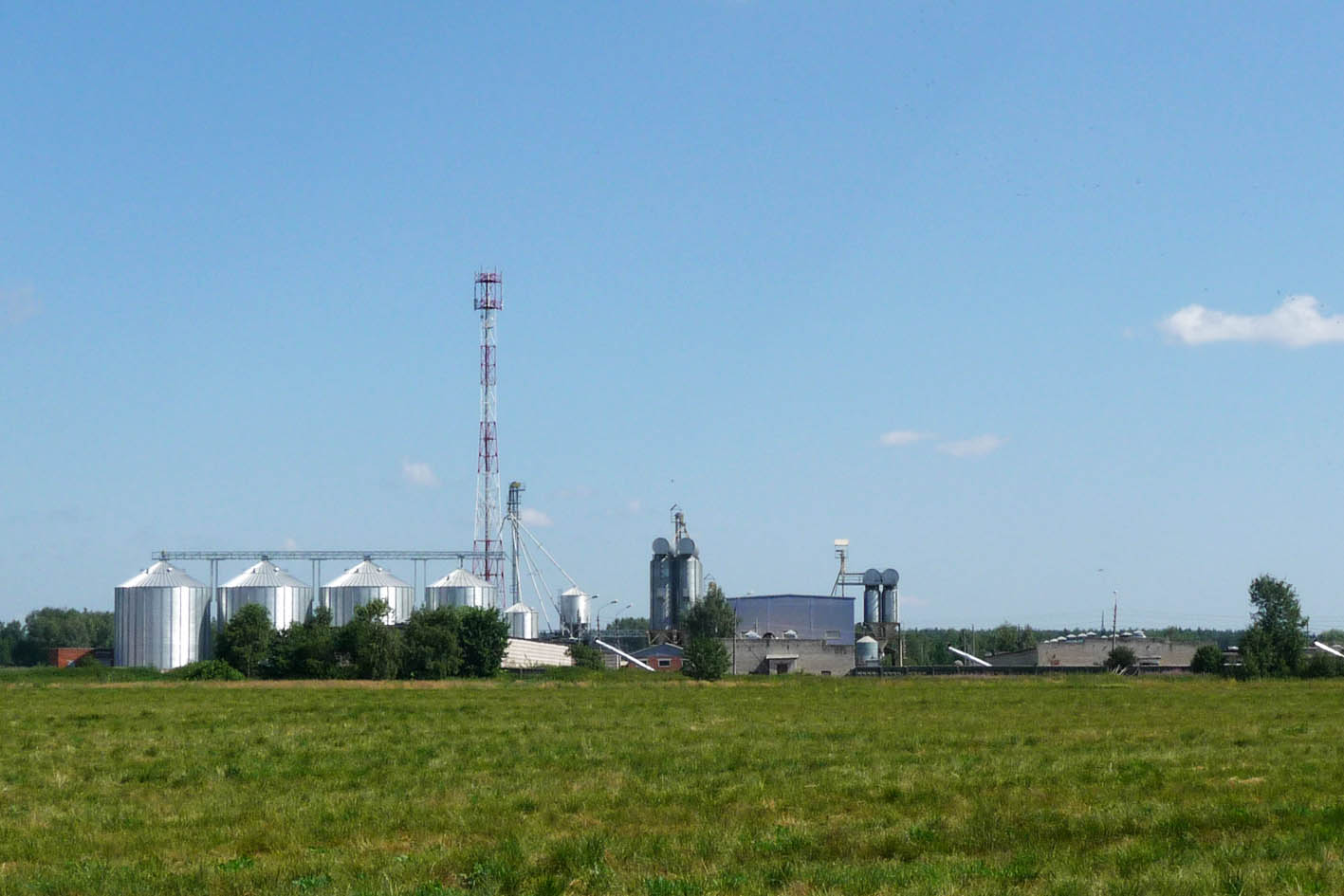
Сельскохозяйственное предприятие «Орловское» МО РФ в Мизиново

На предприятиях района производятся химические средства защиты растений, товары бытовой химии, лекарственные и витаминные препараты, центробежные насосы промышленного и бытового назначения, продукты питания. Здесь функционирует единственный в Российской Федерации завод вторичных драгоценных металлов.
Среди самых крупных предприятий района выделяются ЗАО «Столичный трестъ» (производство алкогольной продукции), ЗАО «Щелковохлеб», ЗАО «Мултон» (производство фруктовых соков и нектаров), ЗАО «Феномен-ХХ» (производство сыров), ЗАО «Марина» (переработка рыбы), ЗАО «Русские колбасы» и ЗАО «Фряново-Мясомол» (производство мясных и колбасных изделий), ЗАО «Щёлковская шёлкоткацкая фабрика», ЗАО «Мальцевотекс» (производство шёлковых тканей), ОАО «Витаминный завод», ОАО «Лакокраска».

## Транспорт
Широкая сеть транспортных предприятий обслуживает все грузовые и пассажирские перевозки района. На территории района расположен Чкаловский аэродром, с которого осуществляются и коммерческие рейсы. Основные железнодорожные остановки города — платформа Воронок, а также станции Щёлково и Соколовская с интенсивно развивающейся инфраструктурой. Добираться до Щёлково из Москвы просто и удобно — можно доехать с Ярославского вокзала электричкой или автобусом-экспрессом № 485(микрорайон Заречный) или № 349 (г. Щёлково-7) от станции метро «Щёлковская», а автолюбители могут попасть в город по одноимённому шоссе.
Автобусные и микроавтобусные маршруты:
Автобусы:
- 1 (ул. Полевая — ст. Щёлково — ЖБК)
- 2 (ул. Полевая — пл. Воронок — Образцово)
- 4 (ул. Широкая — пл. Воронок — завод «Спецмонтажизделие»)
- 7 (пл. Воронок — Щёлково-7)
- 20 (пл. Воронок — Орлово)
- 23 (пл. Воронок — Новая Слобода)
- 24 (мкр. Заречный — ст. Щёлково — пл. Загорянская)
- 26 (мкр. Заречный — ст. Монино)
- 29 (ст. Щёлково — а/с «Фрязино» — д/о «Щёлково»)
- 35 (ст. Щёлково — а/с «Фрязино» — Фряново)
- 36 (Новый мост — ст. Щёлково — Оболдино)
- 37 (ст. Щёлково — а/с «Фрязино» — Петровское)
- 40 (ст. Пушкино — Ивантеевка — ст. Щёлково)
- 335 (Фряново — а/с «Фрязино» — Москва (м. Щёлковская)
- 349 (Щёлково-7 — Москва (м. Щёлковская)
- 361 (а/с «Фрязино» — ст. Щёлково — Москва (м. Щёлковская)
- 362 (ст. Монино — Москва (м. Щёлковская)
- 371 (Свердловский — Москва (м. Щёлковская)
- 378 (Биокомбинат — Москва (м. Щёлковская)
- 380 (Звёздный городок — Москва (м. Щёлковская)
- 429 (с/х «Орловский» — Москва (м. Щёлковская)

Микроавтобусы:
- 6 (пл. Воронок — ул. Полевая)
- 7 (пл. Воронок — Щёлково-7)
- 25 (мкр. Заречный — ст. Щёлково — Биокомбинат)
- 44 (мкр. Заречный — пл. Загорянская)
- 49 (пл. Воронок — Мишнево)
- 50 (Питомник — Фрязино — ст. Щёлково — Звёздный городок)
- 51 («Глобус» — пл. Воронок — пл. Загорянская))
- 55 (пл. Воронок — пл. Ивантеевка)
- 58 (ст. Подлипки — пл. Загорянская) — ст. Щёлково)
- 361 (а/с «Фрязино» — ст. Щёлково — Москва (м. Щёлковская)

## Сельское хозяйство
Аграрный сектор района — это 8 крупных сельскохозяйственных предприятий и 26 фермерских крестьянских хозяйств. Основные направления — молочное животноводство, птицеводство и картофелеводство. Основные сельхозпроизводители — АСХО «Жегалово», СПК «Восток», АСХО «Красный луч», Щёлковская птицефабрика, АО «Литвиново».

## Образование
Систему образования района составляют около 100 учебных заведений различного типа, в том числе 40 учреждений начального и среднего образования, 80 детских дошкольных учреждений, два колледжа, пять технических училищ, четыре учреждения дополнительного образования, а также филиалы двух институтов в Щёлково. Открыты центры социально-психологической помощи «Путь», комплексный молодёжный досуговый центр, клуб «Молодая семья», центр экономического образования и юношеского предпринимательства «Имекс», клубы «Юный десантник», «Молодая гвардия», казачий молодёжный центр, военно-спортивный лагерь «Голубые береты», клуб «Ровесник».
По данным за 2010 год в 34 общеобразовательных учреждениях Щёлковского муниципального района обучалось 17 096 учащихся.
В ближайшее время[когда?] планируется строительство новых помещений для клуба «Ровесник», открытие филиалов Молодёжной биржи труда, создание Центра реабилитации и адаптации для молодёжи с ограниченными физическими возможностями, открытие филиалов военно-патриотических клубов и филиалов Молодёжного центра, организация бесплатной юридической консультации для молодёжи.

## Здравоохранение
В районе функционирует 21 лечебное учреждение, в городе Щёлково есть детская и взрослая поликлиники, больница, роддом.

## Гидрография

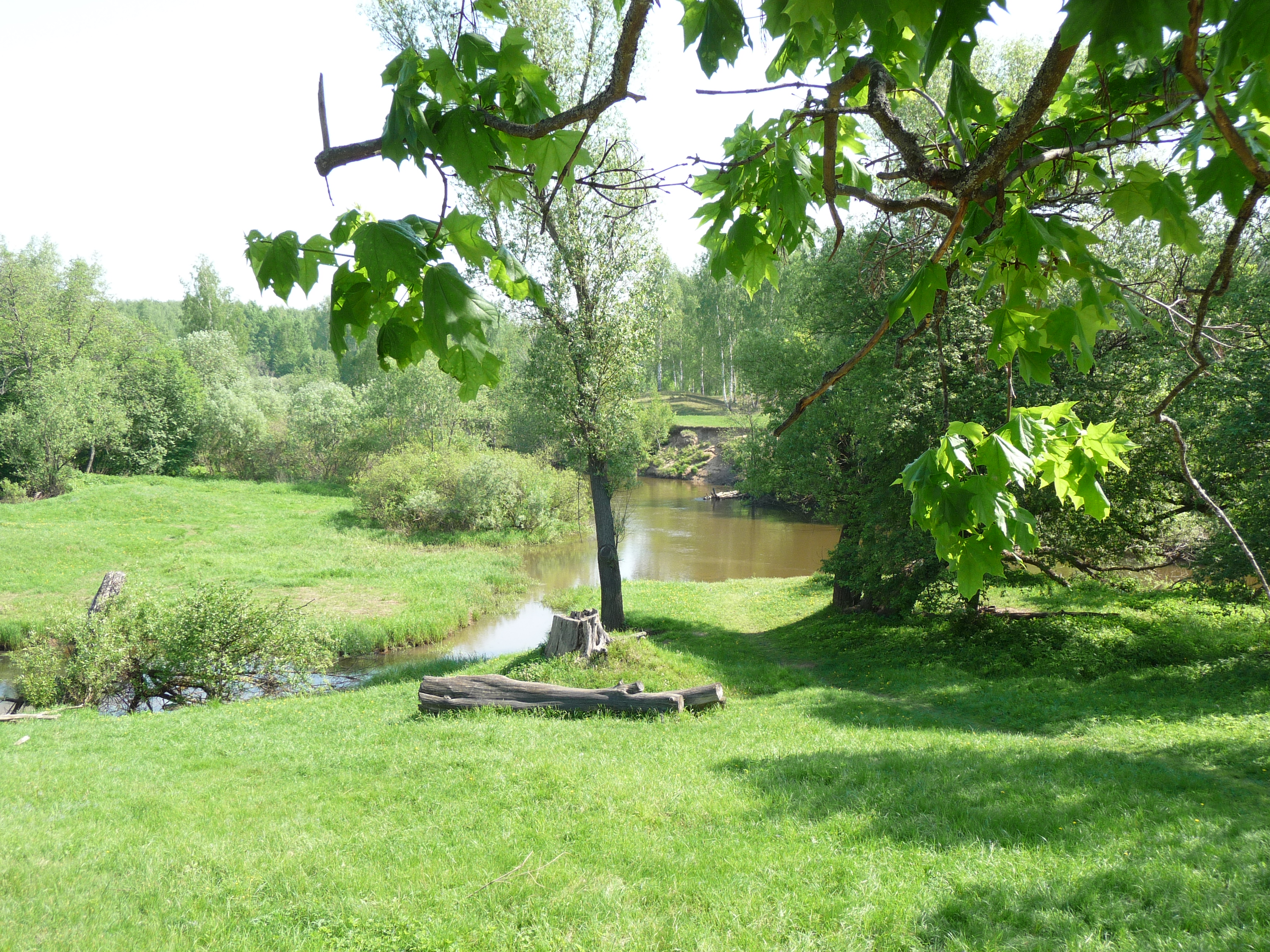
«Усть-Любосивль». Место впадения Любосеевки в Ворю.

На территории Щёлковского района протекает 33 речки, большинство из которых имеет длину от полутора до нескольких десятков километров. Наиболее крупная из них Клязьма — протекает по южной части района. В центральной части района — Воря (приток Клязьмы) со своими многочисленными притоками (в том числе: левые — Пружёнка, Жмучка; правые — Талица, Любосеевка (с притоком Камшиловкой), Лашутка, Гречушка). В северной части — Дубенка и Мележа, притоки Шерны, являющейся также притоком Клязьмы. В районе Щёлково в Клязьму впадает Уча. Основное направление течения рек — на юго-восток.
Имеется большое число мелких озёр и 38 родников. По долинам рек и в низинах имеются заболоченные участки и торфяники. Их общая площадь — 8,5 км2. Из-за торфяников вода многих речек и озёр района непрозрачная и бурого цвета. Наиболее крупное озеро — Большое Медвежье имеет площадь 0,4 км2. К нему примыкает ещё два озера меньшего размера, общей площадью 0,12 км2. На многих реках устроены пруды. Одними из наиболее живописных являются Барские пруды на речке Любосеевка с расположенной на берегу усадьбой Гребнево.
В Щёлковском районе три официальные зоны рекреации: Медвежьи озёра, озеро Чёрное и река Клязьма. В первой половине июля 2010 года имелись разрешения Роспотребнадзора на купание, отдых и занятие спортом только в двух первых из них.

## Русская православная церковь

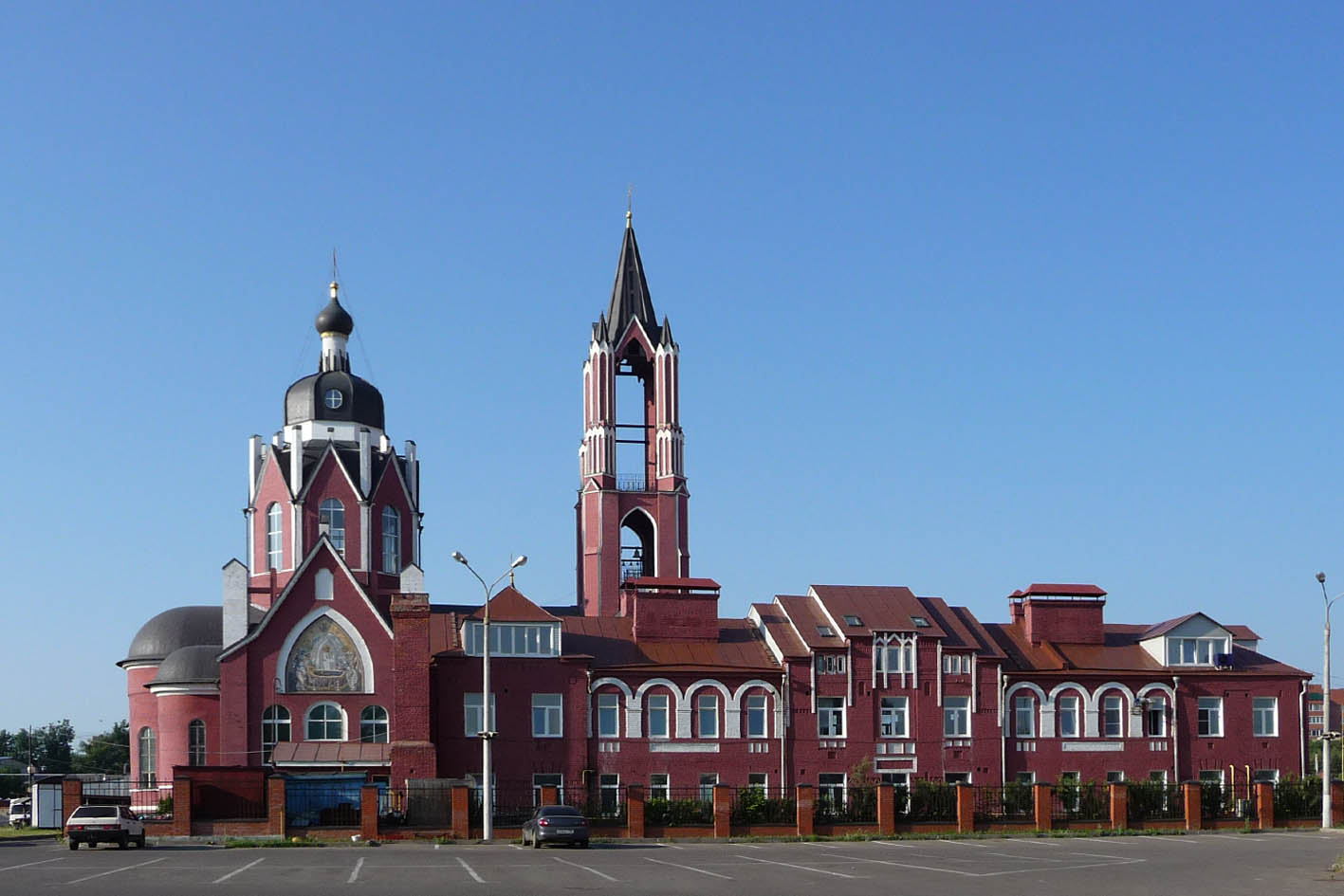
Собор Святой Троицы в Щёлково. 1909—1915. Архитектор С. М. Гончаров

Щёлково является центром Щёлковского благочиннического округа Московской епархии Русской православной церкви объединяющего 20 приходов Щёлковского района и Лосино-Петровского. Благочинный округа — протоиерей Андрей Павлович Ковальчук, настоятель Собора Святой Троицы в Щёлково. В приходах благочиния несут пастырское служение 33 клирика, в том числе 29 священников и 4 дьякона.
Кроме того, 16 приходов РПЦ на территории Щёлковского района отнесено к Лосино-Петровскому благочинническому округу Московской епархии.
На территории Щёлковского района расположено подворье Патриарха Московского и всея Руси храма святителя Николая Мирликийского в селе Здёхово Московской области (РПЦ), настоятелем которого является благочинный Сергиевского округа города Москвы протоиерей Сергей Александрович Киселёв.